# Air-Moorea-Flug 1121
Am 9. August 2007 stürzte eine de Havilland Canada DHC-6-300 Twin Otter in Französisch-Polynesien auf dem Air-Moorea-Flug 1121 kurz nach dem Start vom Flugplatz Moorea ins Meer. Bei dem Unfall kamen alle 20 Insassen ums Leben.

## Flugzeug und Insassen
Die DHC-6 Twin Otter der Air Moorea war 28 Jahre alt. An Bord befanden sich 19 Fluggäste. Das einzige Besatzungsmitglied war der 53-jährige Pilot Michel Santeurenne.

## Unfallhergang
Das Flugzeug startete kurz vor 12:00 Uhr Ortszeit von der Insel Moorea zum Flug nach Papeete. Als die Twin Otter eine Flughöhe von ca. 120 Meter (400 Fuß) erreicht hatte, zog der Pilot die Auftriebshilfen (Flaps) vollständig ein. Anschließend ging die Maschine in einen steilen Sturzflug über und schlug im Meer auf.
Alle 20 Insassen kamen bei dem Absturz ums Leben. Es ist der zweitschwerste Flugunfall in Französisch-Polynesien, nach dem Pan-Am-Flug 816 (Stand: Mai 2023).

## Unfallursache
Unmittelbar nach dem Einziehen der Auftriebshilfen riss eines der beiden Stahlseile, über welche die Kontrolle der Höhenruder erfolgte. Beide Höhenruder klappten dadurch schlagartig nach unten, so dass die Maschine in einen Sturzflug geriet. Aufgrund der niedrigen Flughöhe und des unerwarteten Problemauftritts war es dem Piloten nicht möglich, das Flugzeug durch eine hecklastige Verstellung der Trimmung rechtzeitig abzufangen.
Durch die Vielzahl an Starts und Landungen auf der kurzen Strecke zwischen den Inseln Moorea und Tahiti wurden die Stahlseile der Höhenruder stark beansprucht. Im Gegensatz zu den anderen Twin Otter der Gesellschaft besaß die verunglückte Maschine keine Drahtseile aus Carbonstahl, sondern aus rostfreiem Stahl. Rostfreier Stahl ist zwar widerstandsfähiger gegenüber Korrosion, nutzt sich aber schneller ab. Dieses wurde bei der Festlegung der Wartungsintervalle nicht berücksichtigt.
Die Ermittler stellten fest, dass einzelne Litzen bzw. Drähte des Stahlseils bereits zu früheren Zeitpunkten gerissen waren, weil das Seil an den Führungshilfen scheuerte und dadurch zunehmend aufraute. Zum Zeitpunkt des Absturzes war die Hälfte der Litzen gebrochen. Dies setzte die Stabilität des gesamten Stahlseils herab. Es riss gänzlich, als der Pilot die Auftriebshilfen nach dem Start in Moorea einzog und sich dabei der Druck auf die Steuerflächen erhöhte.
Nach Ansicht der Ermittler wurden die Ruderseile auch außerhalb des Flugbetriebs belastet, wodurch sich ihr Verschleiß beschleunigte. Aufgrund von Umbaumaßnahmen am Flughafen Tahiti mussten die Maschinen der Air Moorea zwischen ihren Einsätzen auf einer Fläche geparkt werden, die nicht mit einem Windschutzzaun umkleidet war. Die Triebwerksstrahlen des an- und abfliegenden Verkehrs verursachten unkontrollierte Ruderausschläge bei den geparkten Maschinen, die sich auf die Stahlseile übertrugen und deren Abnutzung erhöhten.

## Prozess
Im Herbst 2018 begann der Strafprozess, wobei sechs Angestellte des Unternehmens, das Unternehmen selber sowie der Chef der Zivilluftfahrtbehörde angeklagt wurden. In erster Instanz wurden alle Angeklagten außer dem Chef der Zivilluftfahrtbehörde zu Strafen zwischen 2 und 3 Jahren verurteilt.

## In den Medien
In der Serie Mayday – Alarm im Cockpit wurde der Absturz in der Folge „Terror im Paradies“ aufgearbeitet.